# Punta Chacao
Punta Chacao är en udde i Antarktis. Den ligger på Deception Island i Sydshetlandsöarna. Argentina, Chile och Storbritannien gör anspråk på området.
Terrängen inåt land är kuperad åt sydost, men åt nordväst är den platt. Havet är nära Punta Chacao åt sydväst. Trakten är glest befolkad. Närmaste befolkade plats är Gabriel de Castilla Spanish Antarctic Station, 3,7 kilometer söder om Punta Chacao.